# 珀蒂卡纳勒
珀蒂卡纳勒（法語：Petit-Canal，法語發音：[pəti kanal]，意为“小运河”）是法国海外省瓜德罗普的一个市镇，属于皮特尔角城区。

## 地理
珀蒂卡纳勒（16°22'44"N, 61°29'24"W）面积70.5 平方千米，位于法国海外省瓜德罗普。
与珀蒂卡纳勒接壤的市镇（或旧市镇、城区）包括：昂斯贝特朗、莫尔纳洛、勒穆勒、路易港。
珀蒂卡纳勒的时区为UTC−04:00（大西洋时区）。

## 行政
珀蒂卡纳勒的邮政编码为97131，INSEE市镇编码为97119。

## 政治
珀蒂卡纳勒所属的省级选区为珀蒂卡纳勒县，同时珀蒂卡纳勒也是该县的中央投票站所在地。

## 人口

1962-2008年间珀蒂卡纳勒人口变化图示

珀蒂卡纳勒于2022年1月1日时的人口数量为8206人。